# Fara (Kourouma)
Pour les articles homonymes, voir Fara.
Ne doit pas être confondu avec Fara (Fara).
Fara est une commune rurale située dans le département de Kourouma de la province de Kénédougou dans la région des Hauts-Bassins au Burkina Faso.

## Géographie
Fara est située à environ 13 km à l'est de Kourouma.

## Santé et éducation
Fara accueille un centre de santé et de promotion sociale (CSPS).